# Lubomír Lipold
Lubomír Lipold (* 4. května 1951 Mariánské Lázně) je československý basketbalista.
V československé basketbalové lize odehrál celkem 8 sezón (1976-1987). Hrál za kluby Spartak Sokolovo / Sparta Praha (7 sezón) a Slavoj Vyšehrad (1 sezóna). Se Spartou Praha získal tři sedmá, dvě osmá a dvě devátá místa, s družstvem Sokol Vyšehrad 12. místo v roce 1977. V československé basketbalové lize po roce 1962 (zavedení podrobných statistik zápasů) zaznamenal 2027 bodů. 
V klubu Slavoj Vyšehrad poté hrál ve druhé nejvyšší soutěži.

## Hráčská kariéra

### kluby
- 1976-1977 Slavoj Vyšehrad: 12. místo 1977,
- 1979-1988 Sparta Praha: 2x 7. místo (1987, 1988), 2x 8. místo (1981, 1985), 3x 9. místo (1980, 1982, 1984) a celkem 1400 bodů
  - Československá basketbalová liga celkem 8 sezón a 2027 bodů